# Batist
Batist je zelo fina, gosto tkana tkanina iz lahkih vlaken (praviloma bombaž, platno, svila ali viskoza). Večinoma se izdeluje iz bombaža, lanu ali njune mešanice. Najboljše vrste batista so skoraj prosojne. Uporabljajo ga za izdelavo bluz, oblek in perila.
Poimenovan je verjetno po francoskem tkalcu Jeanu Baptiste iz Cambaja, ki je po izročilu v 13. stoletju prvi razvil take tkanine. Po drugih virih izhaja naziv iz indijske besede Baftas, ki pomeni lahek, bel katun.